# Jean-Baptiste Biot
Jean-Baptiste Biot (n. 21 aprilie 1774, Paris, Regatul Franței – d. 3 februarie 1862, Paris, Al Doilea Imperiu Francez) a fost un fizician, astronom și matematician francez.
A studiat meteoriții, polarizarea luminii și a efectuat primele zboruri cu baloane. După el sunt denumite numărul Biot și legea Biot-Savart.

## Biografie
La început a fost ofițer de artilerie, apoi urmează cursurile Școlii Politehnice din Paris și în continuare studiază matematica și științele naturale.
A fost profesor de fizică la Școala Centrală din Beauvais, apoi profesor la Collège de France și Sorbona.
La 1804 a funcționat la Observatorul Astronomic din Paris, iar în 1806 a fost numit în Bureau des Longitudes.
A luat parte la prima ascensiune aeronautică a lui Gay-Lussac.
În 1806 a însoțit pe François Arago în Spania.
În același an, a întreprins o călătorie în insulele Arcades pentru efectuarea unor observații.
În 1808 devine membru al Academiei Franceze.

## Activitatea științifică

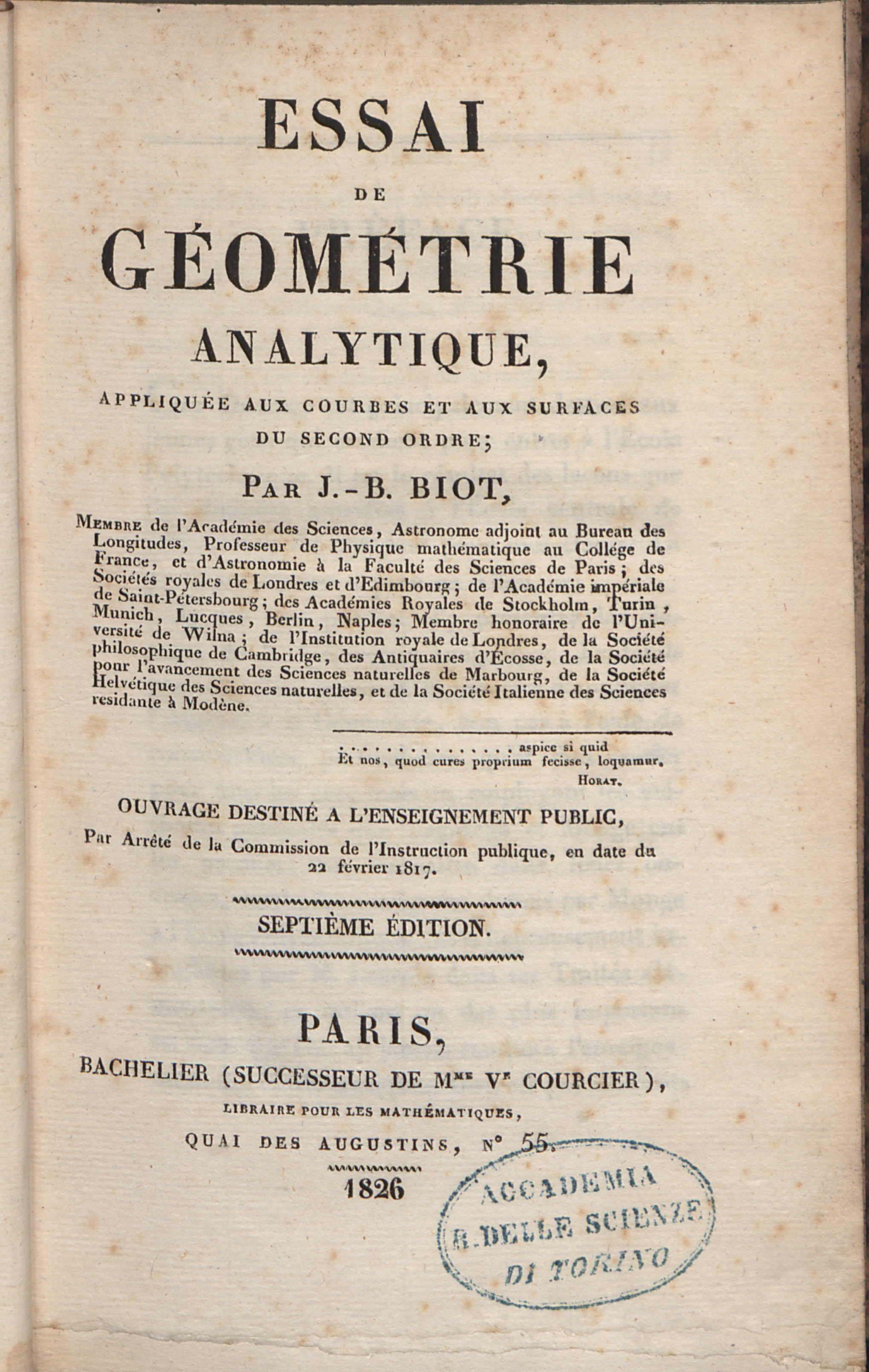
Essai de géométrie analytique, 1826

Începând cu anul 1802 se ocupă de geometria analitică.
Fusese preocupat de geometrie în legătură cu lucrările geodezice și de arpentaj la care a participat.
În fizică, lucrările sale se referă la polarizarea luminii, la câmpul magnetic al curentului electric, la propagarea sunetului în corpurile solide etc.
Biot a fost o perioadă directorul publicației Journal des savants, în care și-a publicat majoritatea lucrărilor sale.

## Scrieri
- 1802: Essay de géométrie analytique
- 1802: Traité analytique des courbes et des surfaces du seconde degré
- 1810 - 1811: Tratat elementar de astronomie fizică ("Traité élémentaire d'astronomie physique")
- 1816: Tratat de fizică experimentală și fizică matematică ("Traité de physique expérimentale et mathématique")
- 1834: Sur quelques détermination d'astronomie ancienne chez les Égyptiens, les Chaldéens et les Chinois
- 1861: Scurtă istorie a astronomiei chineze ("Précis de l'histoire de l'astronomie chinoise")
- 1862: Studii asupra astronomiei indiene și a celei chineze ("Études sur l'astronomie indienne et sur l'astronomie chinoise")
- 1823: Cercetări asupra a mai multor subiecte ale astronomiei egiptene ("Recherches sur plusieurs points de l'astronomie égyptienne").